# Prothalotia ramburi
Prothalotia ramburi is een slakkensoort uit de familie van de Trochidae. De wetenschappelijke naam van de soort is voor het eerst geldig gepubliceerd in 1864 door Crosse.